# Odostomia nivosa
Odostomia nivosa är en snäckart. Odostomia nivosa ingår i släktet Odostomia och familjen Pyramidellidae. Inga underarter finns listade i Catalogue of Life.